# Патрикеєво (Ульяновська область)
Патрикеєво (рос. Патрикеево) — село в Базарносизганському районі Ульяновської області Російської Федерації.
Населення становить 152 особи. Входить до складу муніципального утворення Папузинське сільське поселення.

## Історія
Від 2004 року входить до складу муніципального утворення Папузинське сільське поселення.

## Населення
| 2010 |
| ---- |
| 152  |